# Le Vélo devant la porte
Le Vélo devant la porte est une pièce de théâtre française de Marc-Gilbert Sauvajon parue en 1959, adaptée de la pièce américaine de 1955 La Maison des otages de Joseph Hayes, elle-même tirée du roman éponyme du même auteur, paru en 1954.
La pièce française est représentée en France au Théâtre Marigny de Paris, le 26 septembre 1959. Drame en 2 actes, dix-huit tableaux et en prose, cette pièce est l'une des œuvres emblématiques de Joseph Hayes.

## Intrigue
Glenn Griffin, chef d'un trio de forçats évadés, s'introduit dans le pavillon de banlieue bourgeois de monsieur Daniel Hilliard. Les quatre membres de cette famille sont pris en otage. Prisonniers, ils attendent l'arrivée de la petite amie du bandit Griffin, laquelle est censée apporter de l'argent aux malfaiteurs, pour faciliter leur cavale. Mais la police met en place un dispositif pour opérer une chasse à l'homme pour retrouver les évadés. Griffin menace de mort et terrorise la famille. Un malheureux éboueur venu sur place est assassiné. La tension monte de plus en plus jusqu'à son fatal dénouement. Élément supposé accessoire, le vélo devant la porte joue à la fois le rôle déclencher pour attirer les trois gangsters puis le rôle d'indice aux yeux des policiers.

## Distribution
En 1959, au Théâtre Marigny
- Adaptation et dialogues : Marc-Gilbert Sauvajon
- Mise en scène : Jean-Pierre Grenier
- Décors et scénographie : François Ganeau
- Musique originale : Vincent Vial
- Michel Etcheverry : Daniel Hilliard
- Roger Hanin : Glenn Griffin
- Henri Virlogeux : Patterson
- Marcel Bozzuffi : Jess Bard
- Gérard Blain : Hank Griffin
- Patrick Dewaere : Ralph (à l'âge de 12 ans)
- Danièle Gaubert : Cindy Hilliard
- Jess Hahn : Sam Robish
- Henri Poirier : Tom Winston
- Pierre Fromont : L'inspecteur Carson
- Max Amyl : Le lieutenant Fredericks
- Jeanine Crispin : Eleonor Hilliard